# 熊野市
熊野市（日语：／ Kumano shi */?）是位於日本三重縣南部的城市，也是三重縣南部的主要城市；東側鄰熊野灘，主要市區位於井戶川河口的木本町地區和井戶町地區。
轄內神川町地區出產的那智黑石為日本用於製作圍棋石製黑色棋子中最頂級的石材。歷史上著名的鬼城(鬼ヶ城)位於此地

## 人口
| 熊野市人口分布圖 |                                               |  |
| 熊野市與日本全國年齡別人口分布比較圖 （2005年資料） | 熊野市的年齡、男女別人口分布圖 （2005年資料） |  |
| ■紫色是熊野市 ■綠色是全国 | ■藍色是男性 ■紅色是女性                       |  |
| 熊野市人口變化 \| 1970年 \| 32,909人 \| \| \| 1975年 \| 30,640人 \| \| \| 1980年 \| 28,720人 \| \| \| 1985年 \| 27,474人 \| \| \| 1990年 \| 25,783人 \| \| \| 1995年 \| 24,067人 \| \| \| 2000年 \| 22,640人 \| \| \| 2005年 \| 21,230人 \| \| \| 2010年 \| 19,662人 \| \| \| 2015年 \| 17,322人 \| \| \| 2020年 \| 15,965人 \| \| |                                               |  |
| 資料來源：日本總務省統計中心提供之人口普查數據 |                                               |  |
| 1970年 | 32,909人                                      |  |
| 1975年 | 30,640人                                      |  |
| 1980年 | 28,720人                                      |  |
| 1985年 | 27,474人                                      |  |
| 1990年 | 25,783人                                      |  |
| 1995年 | 24,067人                                      |  |
| 2000年 | 22,640人                                      |  |
| 2005年 | 21,230人                                      |  |
| 2010年 | 19,662人                                      |  |
| 2015年 | 17,322人                                      |  |
| 2020年 | 15,965人                                      |  |

## 歷史
在實施令制國之前屬於熊野國，令制國時代後才併入紀伊國，並劃入牟婁郡。
在江戶時代後成為紀州德川家紀州藩及其御附家老水野氏的紀伊新宮藩領地；19世紀末廢藩置縣後分別改隸屬和歌山縣和新宮縣，1872年第一次府縣整併時改劃入度會縣，1876年再併入三重縣。
1889年日本實施町村制，現在的熊野市轄區在當時分屬木本町、荒坂村、新鹿村、有井村、神志山村、上川村、入鹿村、西山村、神川村、五鄉村、飛鳥村共11個行政區劃，其中木本町北部區域在1897年又分出獨立設置為泊村；1954年，位於木本町周邊的八個行政區劃合併為第一代的熊野市，1955年位於西南部山區的三個行政區劃則合併為紀和町，神志山村的久生屋地區和金山地區則是在1957年被併入熊野市。
2000年代的平成大合併期間，熊野市與紀和町在2005年合併為新設立的第二代熊野市。

### 變遷表
| 1889年4月1日 | 1889年 - 1912年    | 1912年 - 1944年    | 1945年 - 1954年            | 1955年 - 1989年            | 1955年 - 1989年            | 1989年 - 現在              | 現在                       |
| ------------ | ------------------ | ------------------ | -------------------------- | -------------------------- | -------------------------- | -------------------------- | -------------------------- |
| 木本町       | 1897年5月31日 泊村 | 1897年5月31日 泊村 | 1954年11月3日 合併為熊野市 | 1954年11月3日 合併為熊野市 | 1954年11月3日 合併為熊野市 | 2005年11月1日 合併為熊野市 | 2005年11月1日 合併為熊野市 |
| 木本町       | 木本町             |                    | 1954年11月3日 合併為熊野市 | 1954年11月3日 合併為熊野市 | 1954年11月3日 合併為熊野市 | 2005年11月1日 合併為熊野市 | 2005年11月1日 合併為熊野市 |
| 荒坂村       |                    |                    | 1954年11月3日 合併為熊野市 | 1954年11月3日 合併為熊野市 | 1954年11月3日 合併為熊野市 | 2005年11月1日 合併為熊野市 | 2005年11月1日 合併為熊野市 |
| 新鹿村       |                    |                    | 1954年11月3日 合併為熊野市 | 1954年11月3日 合併為熊野市 | 1954年11月3日 合併為熊野市 | 2005年11月1日 合併為熊野市 | 2005年11月1日 合併為熊野市 |
| 有井村       |                    |                    | 1954年11月3日 合併為熊野市 | 1954年11月3日 合併為熊野市 | 1954年11月3日 合併為熊野市 | 2005年11月1日 合併為熊野市 | 2005年11月1日 合併為熊野市 |
| 神川村       |                    |                    | 1954年11月3日 合併為熊野市 | 1954年11月3日 合併為熊野市 | 1954年11月3日 合併為熊野市 | 2005年11月1日 合併為熊野市 | 2005年11月1日 合併為熊野市 |
| 五鄉村       |                    |                    | 1954年11月3日 合併為熊野市 | 1954年11月3日 合併為熊野市 | 1954年11月3日 合併為熊野市 | 2005年11月1日 合併為熊野市 | 2005年11月1日 合併為熊野市 |
| 飛鳥村       |                    |                    | 1954年11月3日 合併為熊野市 | 1954年11月3日 合併為熊野市 | 1954年11月3日 合併為熊野市 | 2005年11月1日 合併為熊野市 | 2005年11月1日 合併為熊野市 |
| 上川村       | 上川村             | 上川村             | 上川村                     | 1955年3月1日 合併為紀和町  | 1955年3月1日 合併為紀和町  | 2005年11月1日 合併為熊野市 | 2005年11月1日 合併為熊野市 |
| 入鹿村       |                    |                    |                            | 1955年3月1日 合併為紀和町  | 1955年3月1日 合併為紀和町  | 2005年11月1日 合併為熊野市 | 2005年11月1日 合併為熊野市 |
| 西山村       |                    |                    |                            | 1955年3月1日 合併為紀和町  | 1955年3月1日 合併為紀和町  | 2005年11月1日 合併為熊野市 | 2005年11月1日 合併為熊野市 |
| 神志山村     | 神志山村           | 神志山村           | 神志山村                   | 1957年10月20日 併入熊野市  | 1957年10月20日 併入熊野市  | 2005年11月1日 合併為熊野市 | 2005年11月1日 合併為熊野市 |
| 神志山村     | 神志山村           | 神志山村           | 神志山村                   | 神志山村                   | 1958年9月1日 合併為御濱町  | 1958年9月1日 合併為御濱町  | 1958年9月1日 合併為御濱町  |

## 行政

### 歷任市長
| 屆           | 姓名         | 上任日期       | 卸任日期       | 備註                               |
| 第一代熊野市 | 第一代熊野市 | 第一代熊野市   | 第一代熊野市   | 第一代熊野市                       |
| ------------ | ------------ | -------------- | -------------- | ---------------------------------- |
| 1            | 小林清榮     | 1954年12月     | 1958年12月     |                                    |
| 2            | 坪田誠       | 1958年12月     | 1962年12月     |                                    |
| 3            | 坪田誠       | 1962年12月     | 1966年12月     |                                    |
| 4            | 坪田誠       | 1966年12月     | 1970年12月     |                                    |
| 5            | 坪田誠       | 1970年12月     | 1974年12月     |                                    |
| 6            | 坪田誠       | 1974年12月     | 1978年12月     |                                    |
| 7            | 坪田誠       | 1978年12月     | 1982年12月     |                                    |
| 8            | 坪田誠       | 1982年12月     | 1986年12月     |                                    |
| 9            | 坪田誠       | 1986年12月     | 1990年12月     |                                    |
| 10           | 西地茂樹     | 1990年12月     | 1994年12月     |                                    |
| 11           | 西地茂樹     | 1994年12月     | 1998年12月     |                                    |
| 12           | 河上敢二     | 1998年12月     | 2002年12月     |                                    |
| 13           | 河上敢二     | 2002年12月     | 2005年10月31日 | 熊野市與紀和町合併為第二代的熊野市 |
| 第二代熊野市 |              |                |                |                                    |
| 1            | 河上敢二     | 2005年11月13日 | 2009年11月12日 | 前熊野市市長                       |
| 2            | 河上敢二     | 2009年11月13日 | 2013年11月12日 |                                    |
| 3            | 河上敢二     | 2013年11月13日 | 2017年11月12日 |                                    |
| 4            | 河上敢二     | 2017年11月13日 | 2021年11月12日 |                                    |
| 5            | 河上敢二     | 2021年11月13日 | 現任           |                                    |

## 交通
熊野市聯外的主要通道包括鐵路紀勢本線、快速道路熊野尾鷲道路，轄內地區則由國道42號、國道309號、國道311號所連接，客運路線有三重交通、熊野市自主運行巴士、南紀廣域巴士，另外北山村營巴士亦有經營往返熊野市車站至北山村的路線。

### 鐵路
- 東海旅客鐵道
  - 紀勢本線：（←尾鷲市） - 二木島車站 - 新鹿車站 - 波田須車站 - 大泊車站 - 熊野市車站 - 有井車站 - （御濱町→）

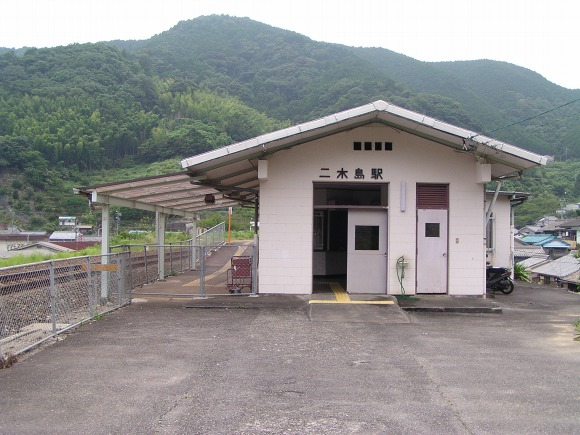
二木島車站
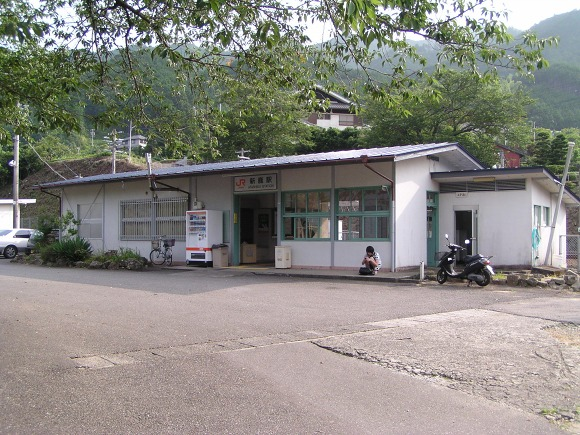
新鹿車站
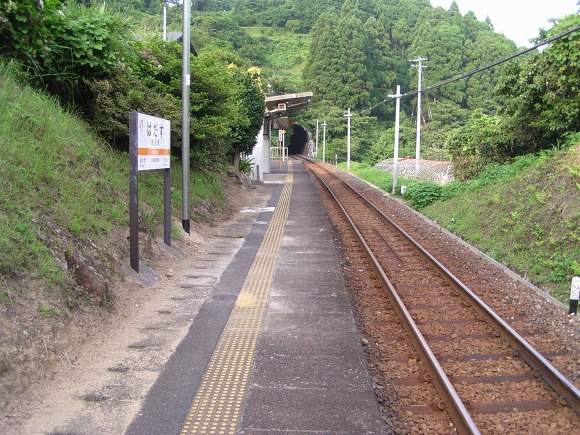
波田須車站
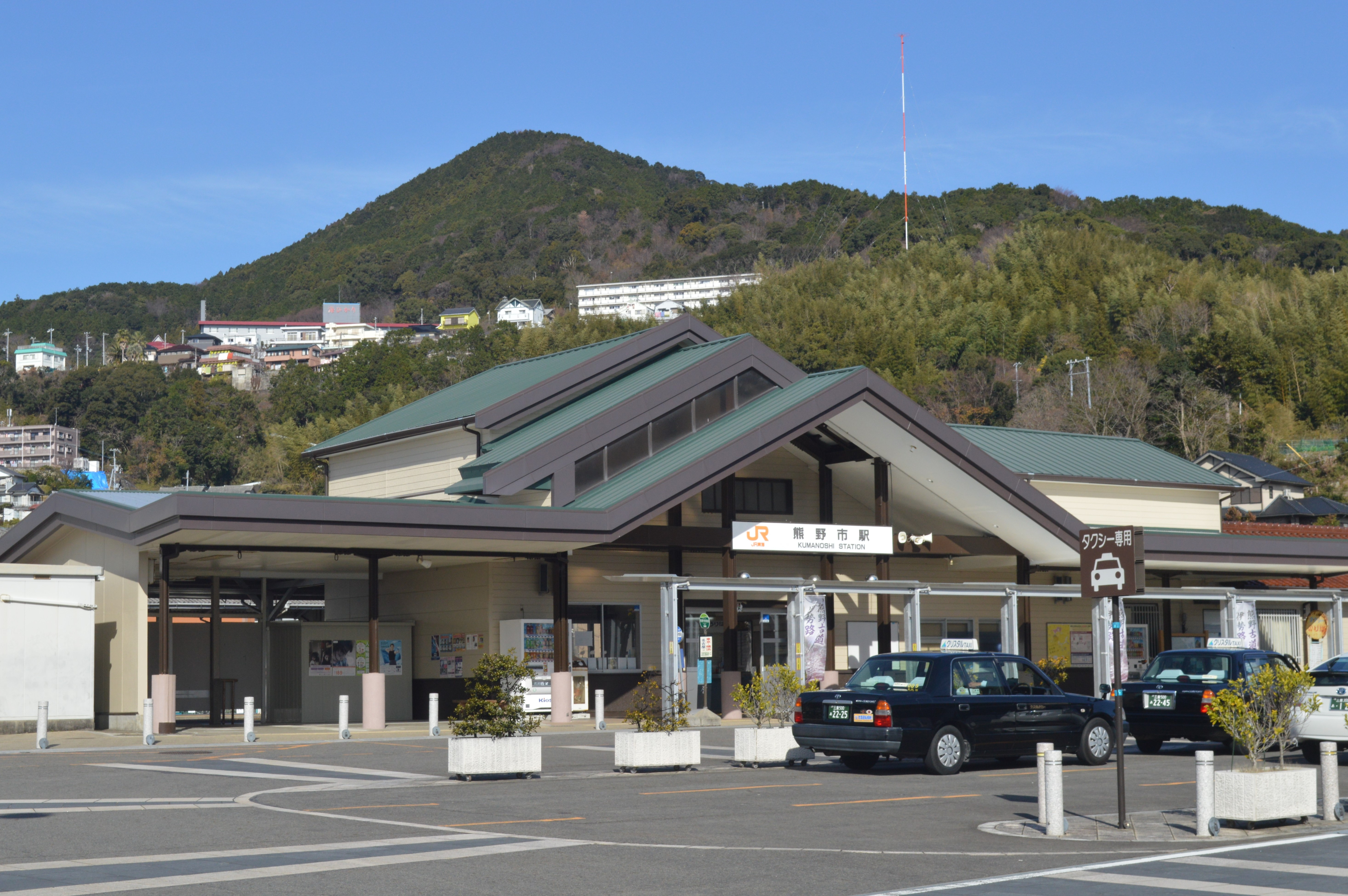
熊野市車站
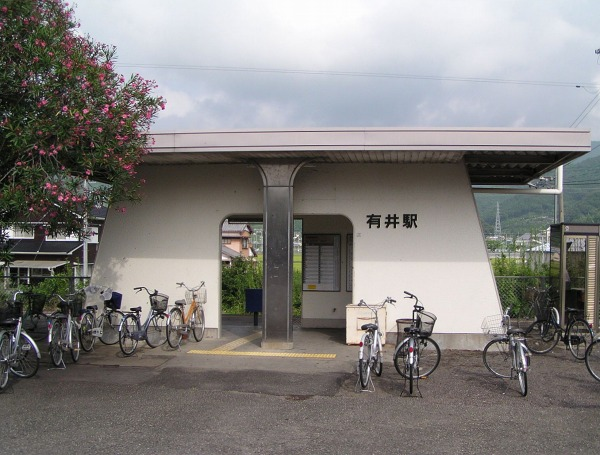
有井車站

### 公路
快速道路
- 熊野尾鷲道路（日语：熊野尾鷲道路）：（尾鷲市） - 熊野新鹿交流道 - 熊野大泊交流道

## 觀光資源

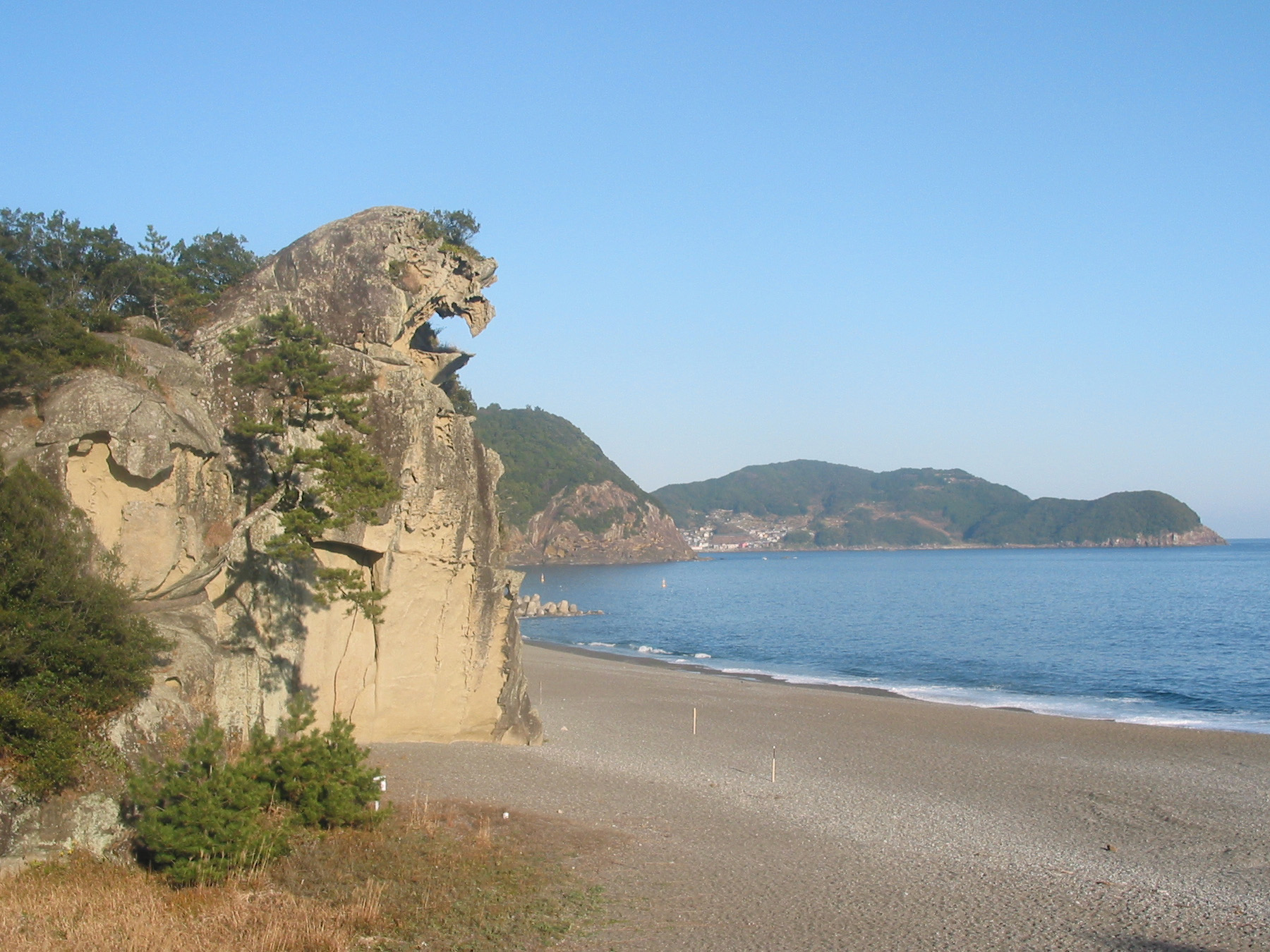
位於七里御濱的獅子岩，遠處海岸為鬼城

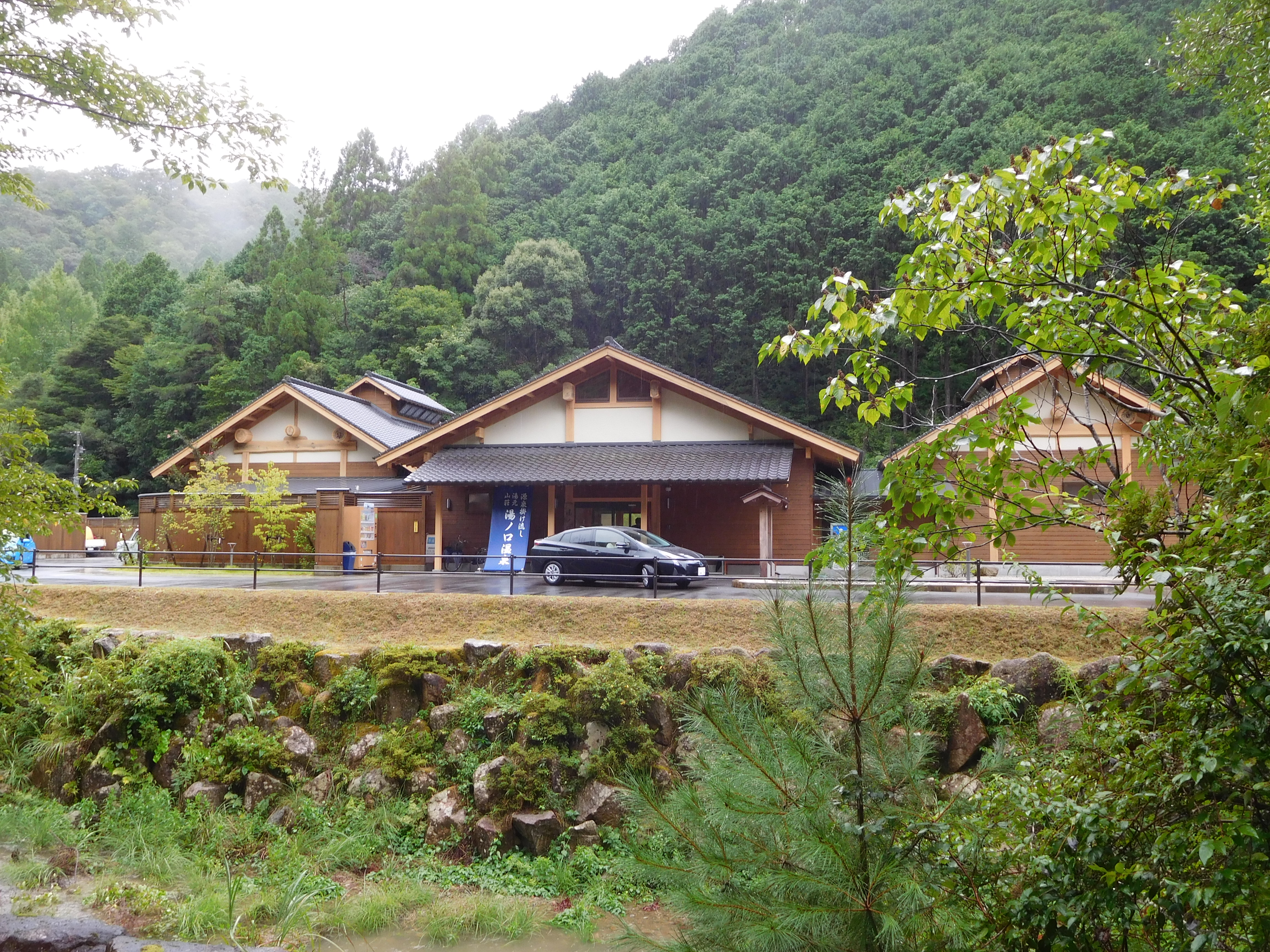
湯元山莊湯之口溫泉

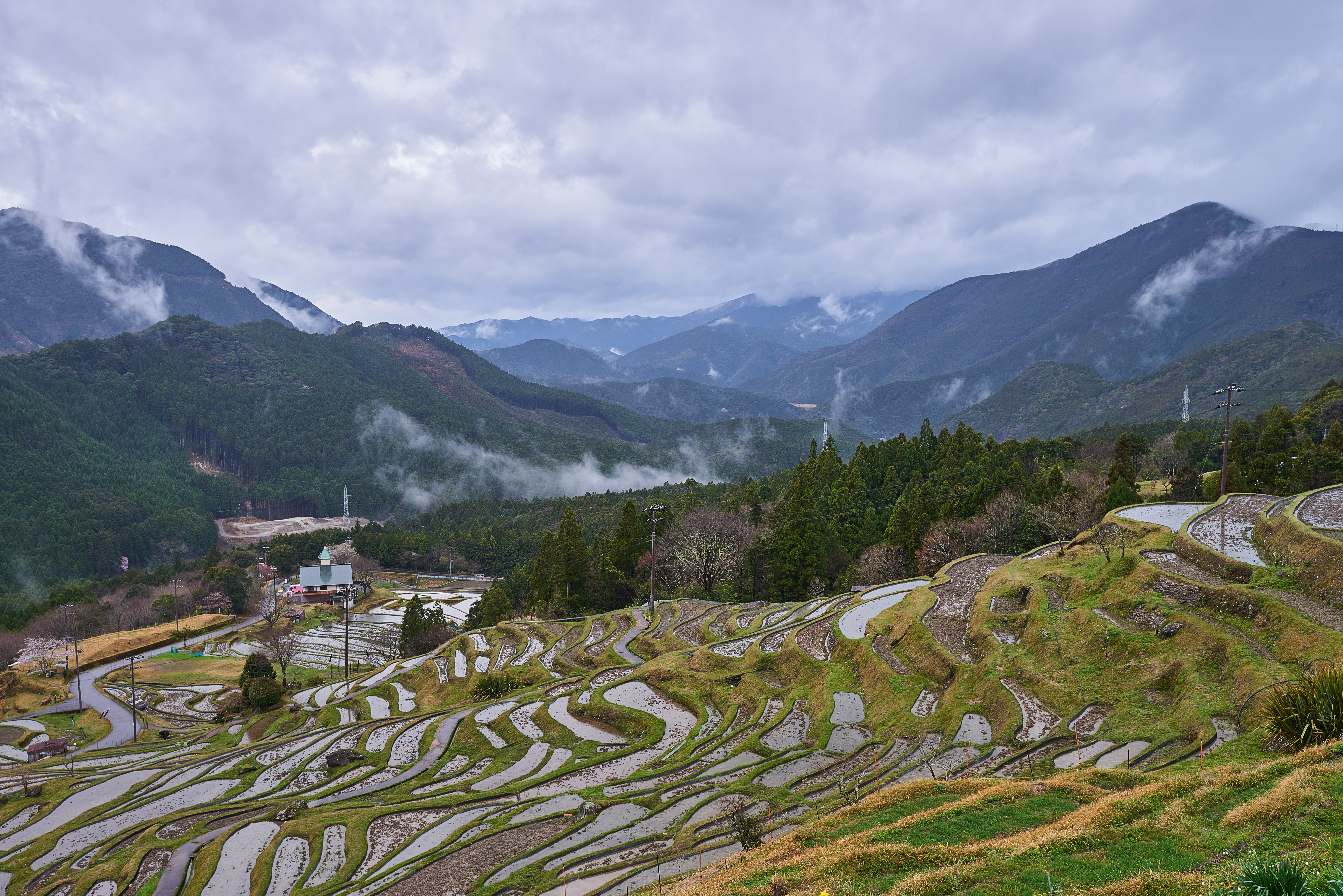
丸山千枚田

前往熊野三山參拜的道路－熊野古道之一紀伊路穿過熊野市內，連同其沿線的松本峠、鬼城、獅子岩、風傳峠一同以紀伊山地的聖地及朝聖路的名稱被登錄為世界遺產。其中鬼城和獅子岩都是位於七里御濱最北端的海蝕景觀。
在西南部紀和町湯之口地區的湯之口溫泉過去原為14世紀即存在的溫泉區，但在20世紀初周邊地區開始開採銅礦後，一度造成溫泉泉源消失，直到1978年停止開採後，才重新挖掘出新的溫泉泉源，再度開發為溫泉區。
在紀和町丸山地區的丸山千枚田為面積達七公頃的梯田，有多達1,340塊田，過去在16世紀末進行檢地時即以有此片梯田的紀錄，甚至在19世紀末的紀錄中推算可能有多達2,483塊田；現當地已制定「丸山千枚田條例」以保護這片景觀資源。

## 教育
近畿大學過去在1962年至2011年期間曾在此設有近畿大學工業高等專門學校，但由於熊野市人口快速減少，學校招生受到影響；在2009年決定自熊野市遷校，2011前正式遷至名張市。

## 姊妹、友好城市

### 日本
- 櫻井市（奈良縣）

### 海外
- 巴斯圖斯（巴西圣保罗州）
- 索伦托（義大利坎帕尼亚大区那不勒斯省）

## 外部連結
- （日語） 官方网站
- （日語） 熊野市的X（前Twitter）
- （日語） 熊野市觀光協會 （页面存档备份，存于）
- （日語） 熊野市觀光公社 （页面存档备份，存于）
- OpenStreetMap上有關熊野市的地理